# آغا محمدخان قاجار (فیلم ۱۳۳۳)
آغا محمدخان قاجار فیلمی به کارگردانی نصرت‌الله محتشم محصول سال ۱۳۳۳ است.

## خلاصه داستان
ماجراهای زندگی آغا محمدخان قاجار پیش از به سلطنت رسیدن تا کشته شدنش به دست یک گرجی، از جمله برخورد با سهراب که عاشق یکی از شاهزاده‌های قاجار است.